# آ لیمیا
آ لیمیا (به اسپانیایی: A Limia) در اسپانیا با جمعیت ۲۴٬۲۶۶ نفر است که در گالیسیا واقع شده‌است.